# Уральские языки

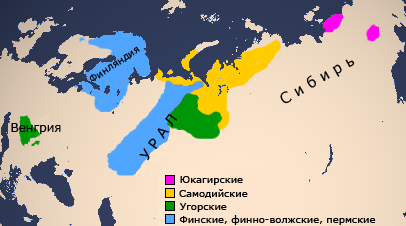
Карта распространения уральских и юкагирских языков

Ура́льские языки́ — языковая семья, включающая две ветви — финно-угорскую и самодийскую.
Родство финно-угорских и самодийских языков доказал Э. Н. Сетяля — был сделан вывод о существовании в прошлом уральского языка-основы и происхождении из него финно-угорских и самодийских языков. Несмотря на существование названия «уральские языки», изучение и описание финно-угорских и самодийских языков проводится зачастую раздельно; наряду с более широким по объёму термином «уралистика» продолжает существовать отрасль лингвистики «финно-угроведение», занимающаяся изучением финно-угорских языков.

## Прауральский язык
Большинство уралистов предполагает, что уральский язык-основа был распространён в обширном и малонаселённом регионе, в целом приходящемся на окрестности Южного Урала.
Из современных уральских языков с достаточной степенью надёжности восстанавливаются всего около 150 общих корневых морфем, восходящих к языку-основе. Распад уральского языкового единства, по всей видимости, произошёл не позже 6 тыс. лет назад.
В мифологии уральских народов упоминается Мировая река (Тобол — Иртыш — Обь), текущая с юга на север, поэтому есть все основания полагать, что прародина прауральцев находится в водосборном бассейне Северного Ледовитого океана. По мнению Владимира Напольских, её следует искать в южном междуречье Иртыша и Оби, куда предки уральских народов пришли, вероятнее всего, из северо-восточных регионов Азии (возможно, из долины реки Ляохэ, генетика неолитического населения которой отличается высокой долей Y-хромосомной гаплогруппы N1, типичной для уральских народов).

## Классификация
| Классификация по лексикостатистическим данным: - Уральские - Самодийские - Финно-угорские - Мансийские - Финно-хантские - Хантыйский - Финно-пермские - Пермские - Финно-волжские - Марийский - Финно-саамские - Саамский - Финно-мордовские - Мордовские - Финский и пара-финские | Классификация по фонологическим данным: - Финно-угорские - Саамско-финские - Саамские - Финские - Восточные финно-угорские - Мордовский - (без имени) - Марийский - Пермско-угорские - Пермские - Угорские - Венгерский - Хантский - Мансийский | Классификация на основе компьютерного моделирования: - Уральские (распались 5300 лет назад с отделением самодийских языков) - Самодийские - Селькупский - Тундровый ненецкий - Финно-угорские (3900 YBP) - Угорские (3300 YBP) - Венгерский - Обско-угорские (1900 YBP) - Северный Мансийский - Восточный Хантский - Финно-пермские (3700 YBP) - Пермские - Удмуртский - Коми - Финно-волжские (3200 YBP) - Луговой марийский - (без имени) (2900 YBP) - Эрзянский - Финно-саамские - Саамские (800 YBP) - Колтта-саамский - (без имени) (450 YBP) - Северный саамский - Уме-саамский - Финские (1200 YBP) - (без имени) - Эстонский - Ливонский - (без имени) - Финский - (без имени) (800 YBP) - Карельский - Вепсский |

Финно-угорские языки подразделяются на следующие группы:
- прибалтийско-финская — финский, ижорский, карельский и вепсский языки, составляющие северную подгруппу; эстонский, водский, ливский языки, образующие южную подгруппу;
- саамская — группа языков, на которых говорят саамы;
- мордовские языки (мокшанский, эрзянский с шокшанским наречием);
- марийский язык с луговым, восточным, северо-западным и горным наречиями;
- пермская — удмуртский, коми-зырянский, коми-пермяцкий и коми-язьвинский языки;
- угорская — хантыйский и мансийский, а также венгерский языки.

Самодийские языки традиционно делятся на две группы:
- северная — ненецкий, нганасанский, энецкий языки;
- южная — селькупский и вымершие камасинский, маторский, тайгийский, карагасский, койбальский языки.

Некоторые исследователи[кто?] считают, что языки южной группы являются самостоятельными ветвями уральских языков. О существовании вымерших языков и народов известно из записей XVIII века и отчасти начала XIX века. Саяно-самодийские языки исчезли по причине перехода их носителей на тюркские, монгольские или русский языки.

## Внешнее родство
Относительно вхождения уральской семьи языков в более крупные генетические объединения существуют разные гипотезы, ни одна из которых пока что не признана специалистами по уральским языкам. 
Согласно ностратической гипотезе, уральская семья, наряду с другими языковыми семьями и макросемьями, входит в состав более крупного образования — ностратической макросемьи, причём сближается в ней с юкагирскими языками, образуя уральско-юкагирскую группу. Ностратическая теория отвергается многими компаративистами. 
Примерно до середины 1950-х годов была популярна урало-алтайская гипотеза, объединявшая в одну макросемью уральские и алтайские языки, однако в настоящее время она не пользуется поддержкой западных лингвистов. С уральской семьёй сближали также эскимосско-алеутские языки. Существует и теория урало-сибирских языков, объединяющая уральские, юкагирские и эскимосско-алеутские языки. Индо-уральская гипотеза предполагает генетическое родство между прауральским и праиндоевропейским языками на основании ряда сходств в фонетике, морфологии и базисной лексике.

## Письменность

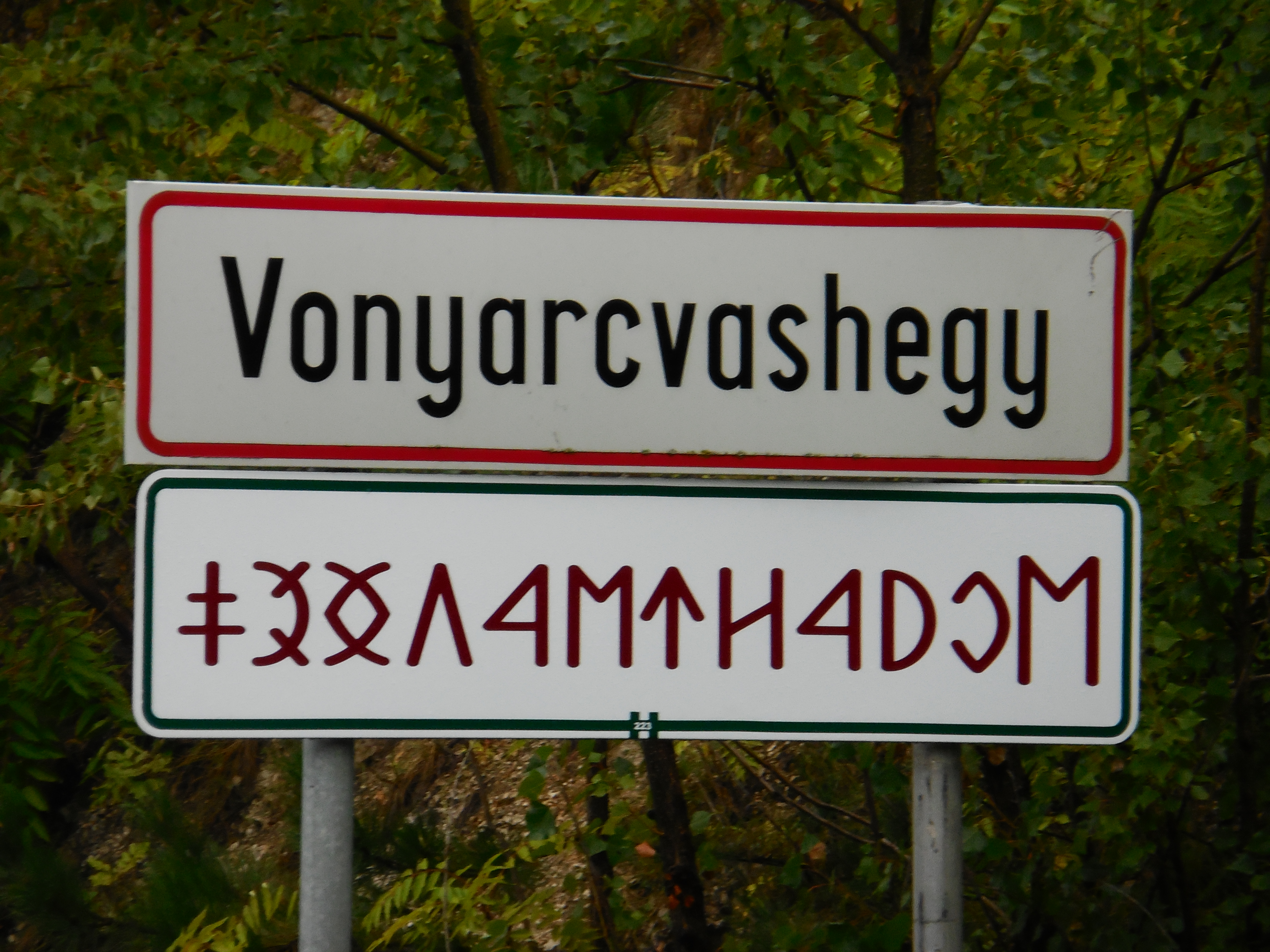
Дорожный указатель на въезде в город Вонярцвашхедь (Венгрия), продублированный рунически

Первый письменный памятник венгерского языка на латинице создан приблизительно в 1192—1195 годах («Надгробная проповедь и молитва»), до этого венгры пользовались венгерским руническим письмом; две краткие надписи на карельском языке на новгородских берестяных грамотах (берестяная грамота № 292) датируются началом XIII века; первые памятники на древнем коми языке написаны в XIV веке (алфавитом абур); наиболее древние финские и эстонские памятники восходят к XVI веку. Памятники письменности других финно-угорских народов относятся к концу XVII и к началу XVIII века. У современных уральских народов письменность развита довольно неравномерно. Наряду с языками с давней литературной традицией (венгерский, финский, эстонский), имеются языки со слабо развитой письменностью (ненецкий, хантыйский, мансийский) и бесписьменные или такие, письменности которых разрабатываются (водский, ижорский и др.).
Письменность уральских языков построена по фонетическому принципу, то есть буквы и обозначаемые ими звуки почти всегда однозначно соотносятся (это касается и ди- и триграфов, как в венгерском письме).

## Типология
В типологическом отношении уральские языки неоднородны. Возможно, уральский праязык был в этом отношении более однороден. Большое типологическое разнообразие, проявляющееся на разных уровнях, объясняется рассеянностью уральских языков на большой территории, их длительной изоляцией и отчасти влиянием языков других народов. Пермские, обско-угорские, и языки поволжской группы являются агглютинативными языками, в прибалтийско-финских, самодийских и особенно в саамских имеются заметные проявления флексии.

## Фонетика

Сингармонизм в финском языке

В пермских языках количество согласных фонем доходит до 26, в венгерском их 25, а в финском языке — всего 13. По разным причинам количество согласных в финском языке сильно сократилось по сравнению с уральским праязыком. Важной особенностью также является противопоставление долгих и кратких гласных, орфографически отображаемое в финском удвоением соответствующей буквы (a ~ aa, ö ~ öö), а в венгерском — знаком акута или двойного акута (a ~ á, ö ~ ő). Всего в финском языке 16 гласных фонем, а в венгерском — 14. В финском и эстонском присутствуют дифтонги.
Характер ударения в уральских языках также разнообразен. В одних языках оно падает на первый слог (в прибалтийско-финских, венгерском), в других же ударение разноместное (луговой марийский, ненецкий, коми-пермяцкий язык); в удмуртском языке, за немногими исключениями, оно падает на последний слог слова.
Есть уральские языки, сохраняющие сингармонизм (например, финский, венгерский, марийский языки); в других языках он полностью исчез — например, в пермских языках. Примеры сингармонизма в венгерском языке: olvasok «читаю», nézek «смотрю», főzök «готовлю».

## Морфология
В средне-обском диалекте хантыйского языка всего 3 падежа, тогда как в венгерском языке более 20 падежей. В грамматике уральских языков отсутствует категория грамматического рода. Отрицание во многих из этих языков выражается формами отрицательного глагола, однако в эстонском, где отрицательный глагол превратился в отрицательную частицу, и угорских языках это явление исчезло. Наряду с языками, обладающими трёхчленной системой прошедших времён — простое прошедшее, перфект и плюсквамперфект, — встречаются уральские языки и диалекты с одним прошедшим временем. Типологически одинаковые черты иногда могут иметь разное происхождение — например, формы объектного спряжения в самодийских, обско-угорских и мордовских языках.

## Лексика
Уральские языки на протяжении своей истории подвергались влиянию языков других народов, которые оставили заметные следы в их лексике, а отчасти — и в их грамматическом строе. 
Прекрасно показывает такое влияние венгерский язык, где примерно 20 % словаря составляют славянские заимствования (например, kulcs «ключ», macska «кошка», pelenka «подгузник», szilva «слива»), 9 % — тюркские (gyümölcs «фрукт»). Хотя стоит признать, что больша́я часть интернациональной лексики не заимствуется, а вместо этого создаются собственные слова: számítógép «компьютер» (букв. «вычислительный аппарат»), labdarúgás «футбол» (но: futballozni «играть в футбол»), jégkorong «хоккей». Финский язык сохранил исконные названия месяцев (например, tammikuu «январь», helmikuu «февраль»), а в венгерском и эстонском они латинского происхождения (január, jaanuar «январь», венг. február, эст. veebruar «февраль»).
Уральские языки на территории Российской Федерации подвергаются влиянию русского языка. Марийский язык включает огромное количество ранних булгарских заимствований, а также более поздних русских и татарских.